# 58ª Brigata motorizzata "Atamano Ivan Vyhovs'kyj"
La 58ª Brigata motorizzata autonoma "Atamano Ivan Vyhovs'kyj" (in ucraino 58-ма окрема мотопіхотна бригада імені гетьмана Івана Виговського?, 58-ma okrema motopichotna bryhada imeni het'mana Ivana Vyhovs'koho, unità militare A1376) è un'unità di fanteria motorizzata delle Forze terrestri ucraine, subordinata al Comando operativo "Nord" e con base a Konotop.

## Storia
La brigata è stata attivata il 17 febbraio 2015, in seguito a una direttiva congiunta del Ministero della difesa e dello Stato maggiore delle Forze armate ucraine. Nell'aprile successivo ha preso il comando del 13º, 15º e 16º Battaglione di fanteria motorizzata, ex battaglioni di difesa territoriale reclutati in concomitanza con l'occupazione russa della Crimea l'anno precedente.
L'unità è stata schierata nell'ambito della guerra del Donbass fra febbraio e ottobre 2016, e ancora da luglio 2017 ad aprile 2018, quando è stata ritirata definitivamente dal fronte. Nell'autunno del 2018 ha organizzato un addestramento su larga scala della 117ª Brigata di difesa territoriale di Sumy, con la convocazione di tutti i riservisti.
Il 6 maggio 2019 la brigata è stata ufficialmente dedicata a Ivan Vyhovs'kyj, atamano del Corpo dei Cosacchi Zaporoghi che nella battaglia di Konotop, proprio dove si trova oggi la sede dell'unità, sconfisse l'esercito russo. Anche lo stemma della brigata riprende lo stemma dell'atamano, mentre il motto "Simul ad Victoriam" è stato scelto dagli stessi militari. Non è l'unica unità dell'esercito ucraino ad essere dedicata a questo personaggio storico, in quanto condivide la denominazione con la 4ª Brigata corazzata.

### Guerra russo-ucraina
Durante l'invasione russa dell'Ucraina del 2022 le unità della brigata sono state immediatamente schierate nelle regioni settentrionali, con il 13º e il 16º Battaglione impiegati nell'oblast' di Kiev e il 15º Battaglione nell'oblast' di Černihiv. In seguito al ritiro dei russi dopo il fallimento dell'offensiva su Kiev la brigata è stata trasferita in Donbass, dove ha combattuto nel saliente di Sjevjerodonec'k. Il 22 maggio è caduto in azione il comandante del 13º Battaglione, maggiore Maksym Kyryčuk. A partire da agosto l'unità è schierata presso Bachmut. In particolare fra novembre e dicembre, con l'intensificarsi degli assalti russi, la brigata è stata impegnata nella difesa della città.
All'inizio del 2023, in seguito all'afflusso a Bachmut di riserve ucraine provenienti dalla regione di Cherson recentemente liberata, la brigata è stata trasferita presso Huljajpole, nell'oblast' di Zaporižžja. A novembre il 13º Battaglione della brigata è stato schierato ad Avdiïvka per rafforzare le difese della città. Nella primavera del 2024 la brigata è stata trasferita nel settore di Velyka Novosilka, dove all'inizio di maggio ha difeso il villaggio di Urožajne dagli assalti della 5ª Brigata corazzata e della 60ª Brigata fucilieri motorizzata, cedendo alcune posizioni nella periferia meridionale del villaggio a causa dei pesanti bombardamenti aerei. In seguito è riuscita a contrattaccare con successo, e all'inizio di giugno ha respinto un nuovo tentativo di assalto dei reparti meccanizzati russi. Alla fine di luglio la brigata ha ripiegato su posizioni più favorevoli e le forze russe hanno occupato Urožajne a costo di gravi perdite, lasciando sul terreno oltre 100 veicoli da combattimento distrutti. Il 24 agosto, in occasione del Giorno dell'indipendenza dell'Ucraina, la brigata è stata insignita del titolo onorifico "Per il Valore e il Coraggio" da parte del presidente ucraino Volodymyr Zelens'kyj. All'inizio di settembre ha affrontato un importante attacco russo nel settore di Vuhledar, infliggendo perdite alla 37ª Brigata fucilieri motorizzata, 40ª Brigata fanteria di marina e 5ª Brigata corazzata, le quali sono però riuscite ad avanzare e occupare il villaggio di Prečystivka. Alla fine del mese un battaglione della brigata è stato impiegato per mantenere aperte le vie di comunicazione a nord di Vuhledar, permettendo la graduale ritirata della 72ª Brigata meccanizzata dalla città. All'inizio di novembre la brigata ha ricevuto in dotazione i veicoli da combattimento di produzione ucraina BTR-4 "Bucefalo". Nel giugno 2025 la brigata è stata trasferita dal 9º al 16º Corpo d'armata, recentemente costituito.

## Struttura
- Comando di brigata[27]
- 13º Battaglione fanteria motorizzata "Černihiv-1" (Voroniž, unità militare A4427)[28]
- 15º Battaglione fanteria motorizzata "Sumy" (Stec'kivka, unità militare A4532)[29]
- 16º Battaglione fanteria motorizzata "Poltava" (Hluchiv, unità militare A4590)[30]
- 1º Battaglione fucilieri
- 2º Battaglione fucilieri
- Battaglione corazzato (T-64BV e T-72)
- Battaglione sistemi senza pilota "Mum's Cherry"
- Gruppo d'artiglieria
  - Batteria acquisizione obiettivi
  - Battaglione artiglieria semovente (2S1 Gvozdika e AS-90)
  - Battaglione artiglieria lanciarazzi (BM-21 Grad)
  - Battaglione artiglieria controcarri (MT-12 Rapira)
- Battaglione artiglieria missilistica contraerei
- Battaglione genio
- Battaglione manutenzione
- Battaglione logistico
- Compagnia ricognizione
- Compagnia comunicazioni
- Compagnia medica
- Compagnia radar
- Compagnia difesa NBC

## Simboli
Lo stemma della brigata è partito di rosso e blu, i colori del distretto di Konotop dove ha sede l'unità. Al centro è raffigurato il sigillo dell'atamano Ivan Vyhovs'kyj a cui la brigata è intitolata.

## Comandanti
- Colonnello Serhij Zabolotnyj (febbraio 2015 - agosto 2016)[32]
- Colonnello Mychajlo Drapatyj (agosto 2016 - settembre 2019)[33]
- Colonnello Dmytro Kaščenko (settembre 2019 - giugno 2022)[34]
- Colonnello Oleksandr Saltyc'kyj (giugno 2022 - agosto 2023)[35]
- Colonnello Ruslan Ševčuk (agosto 2023 - aprile 2025)[36]
- Colonnello Ivan Šnyr (aprile 2025 - in carica)[37]